# Liste der Kulturgüter in Hendschiken
Die Liste der Kulturgüter in Hendschiken enthält alle Objekte in der Gemeinde Hendschiken im Kanton Aargau, die gemäss der Haager Konvention zum Schutz von Kulturgut bei bewaffneten Konflikten, dem Bundesgesetz vom 20. Juni 2014 über den Schutz der Kulturgüter bei bewaffneten Konflikten sowie der Verordnung vom 29. Oktober 2014 über den Schutz der Kulturgüter bei bewaffneten Konflikten unter Schutz stehen.
Objekte der Kategorie A sind vollständig in der Liste enthalten, Objekte der Kategorie B sind im Gemeindegebiet nicht ausgewiesen, Objekte der Kategorie C fehlen zurzeit (Stand: 1. Januar 2023). Unter übrige Baudenkmäler sind weitere geschützte Objekte zu finden, die in der Bau- und Nutzungsordnung der Gemeinde verzeichnet und nicht bereits in der Liste der Kulturgüter enthalten sind.

## Kulturgüter
| Foto |                                                         | Objekt                       | Kat. | Typ | Standort                         | Beschreibung |
| ---- | ------------------------------------------------------- | ---------------------------- | ---- | --- | -------------------------------- | --- |
| ja   | Datei hochladen · Wikidata zu Strohdachhaus (Q19362316) | Strohdachhaus KGS-Nr.: 09857 | A    | G   | Bühlhofstrasse 4 658380 / 247807 | 1775 erbautes, mit Stroh gedecktes Kleinbauernhaus. Zweigeschossiger Ständer- und Fachwerkbau über gemauertem Sockel mit zwei Kellerräumen. |

## Übrige Baudenkmäler
| ID  | Foto |                                                               | Objekt                          | Typ | Standort                               | Beschreibung |
| --- | ---- | ------------------------------------------------------------- | ------------------------------- | --- | -------------------------------------- | ------------ |
| 901 | BW   | Datei hochladen                                               | Bauernhaus                      | G   | Dottikerstrasse 8/9 659074 / 248449    |              |
| 902 | BW   | Datei hochladen                                               | Wohnhaus mit angebauter Scheune | G   | Schmittengässli 10/11 659058 / 248533  |              |
| 903 | BW   | Datei hochladen                                               | Bauernhaus                      | G   | Schmittengässli 14/15 659101 / 248524  |              |
| 904 | BW   | Datei hochladen                                               | Wohnhaus                        | G   | Schmittengässli 19 659074 / 248566     |              |
| 905 | ja   | Datei hochladen                                               | Alte Schmitte                   | G   | Schmittengässli 23/24 659029 / 248616  |              |
| 906 | BW   | Datei hochladen                                               | Kleinbauernhaus                 | G   | Dintikerstrasse 34 658963 / 248520     |              |
| 907 | BW   | Datei hochladen                                               | Bauernhaus                      | G   | Am Bach 50/51 658843 / 248476          |              |
| 908 | ja   | Datei hochladen                                               | Wohnhaus                        | G   | Dintikerstrasse 59 658886 / 248617     |              |
| 909 | ja   | Datei hochladen                                               | Steinspeicher                   | G   | Mattenstrasse 1.3 658918 / 248660      |              |
| 910 | ja   | Datei hochladen                                               | Wohnhaus                        | G   | Hauptstrasse 3 658720 / 248782         |              |
| 911 | BW   | Datei hochladen                                               | Wohnhaus                        | G   | Hauptstrasse 77 658734 / 248752        |              |
| 912 | ja   | Datei hochladen                                               | Bauernhaus                      | G   | Hauptstrasse 1 658698 / 248771         |              |
| 914 | BW   | Datei hochladen                                               | Wohnhaus                        | G   | Othmarsingerstrasse 85 658680 / 248856 |              |
| 915 | ja   | Datei hochladen                                               | Wohnhaus                        | G   | Schwaresterstrasse 96 658666 / 248677  |              |
| 916 | ja   | Datei hochladen                                               | Wohnhaus (Fassaden)             | G   | Hauptstrasse 93 658642 / 248710        |              |
| 918 | ja   | Datei hochladen                                               | Bauernhaus (Armenhaus)          | G   | Eichhofstrasse 9 659333 / 249156       |              |
| 920 | ja   | Datei hochladen                                               | Transformatorenstation          | G   | Dintikerstrasse 143 658905 / 248640    |              |
| 921 | ja   | Datei hochladen · Wikidata zu Bahnhof Hendschiken (Q15964143) | Bahnhof                         | G   | Industriestrasse 2 658043 / 249013     |              |

Legende: Siehe Legende der Liste der Kulturgüter von nationaler und regionaler Bedeutung. Anstelle der KGS-Nummer wird als Objekt-Identifikator (ID) die Inventar- oder Gebäudenummer in der Bau- und Nutzungsordnung der Gemeinde verwendet.